# Jorge Cantú
Jorge Luis Cantú Guzmán (McAllen, Texas, Estados Unidos, 30 de enero de 1982) es un beisbolista mexicano nacido en Estados Unidos. Juega como primera base en los Diablos Rojos del México de la Liga Mexicana de Béisbol. Ha sido miembro de la selección de béisbol de México en tres Clásicos Mundiales de Béisbol (2006, 2009 y 2013). Ha jugado en Major League Baseball (MLB) con los Tampa Bay Devil Rays, Cincinnati Reds, Marlins de la Florida, Texas Rangers y San Diego Padres. En 2014 probó suerte en el coreano para la organización de los Doosan Bears. Está casado con la periodista de espectáculos mexicana, Cynthia Urías.

## Carrera profesional

### Tampa Bay Devil Rays
Cantú fue descubierto por un cazatalentos mientras jugaba en un torneo junior olímpico en la Ciudad de México, mientras que en la escuela secundaria, y le ofreció un contrato con los Tampa Bay Devil Rays a los 16 años. En 2003, Cantú jugó para el equipo nacional de México en el preolímpico regional torneo. Su equipo derrotó al equipo de Estados Unidos, eliminándolos de los juegos de verano de 2004 en Atenas.
Cantú hizo su debut en las Grandes Ligas de Béisbol con las Mantarrayas de Tampa Bay en la temporada del 2004, bateando .301 con 2 Home runs y 17 Carreras impulsadas en 50 partidos jugados.
En 2005, Cantú comenzó la temporada esperando a jugar un papel utility, pero debido a la jubilación de segunda base Roberto Alomar durante el entrenamiento de primavera, que se convirtió en la segunda base de tiempo completo. Él mostró su talento, logró tener un gran año, y fue nombrado el Jugador Más Valioso por Tampa Bay, después de batear para .289 con 28 Home runs, 117 carreras impulsadas, 40 dobles y 171 Hits en 150 partidos (80 en la Segunda base, 63 en la Tercera base). Cantú era un joven jugador valioso para la reconstrucción Devil Rays, que terminaron últimos en la Liga Americana en esa temporada.
Sin embargo, en 2006, tuvo un año a la baja; mientras luchaba con las lesiones. Su producción respecto al año anterior cayó precipitadamente, al batear solo .249 con 14 Home runs y 62 Carreras impulsadas.
Para el 2007, fue asignado a los Durham Bulls sucursal de Triple-A. Cantú amenazó con no reportarse, y exigió un comercio. Sin embargo, el 4 de abril de 2007, a edición de ESPN 's Baseball Tonight, Cantú se retractó de su demanda de comercio y dijo que se iba a reportar voluntariamente a Durham. Bateó apenas .207 con 0 Home runs y 4 Carreras impulsadas en 25 juegos con Tampa Bay ese año.

### Cincinnati Reds
El 28 de julio de 2007, Cantú fue cambiado a los Rojos de Cincinnati, junto con el ligamenorista; el jardinero Shaun Cumberland por los lanzadores; Brian Shackelford y Calvin Medlock. Con los Rojos, bateó .298 con 1 Home runs y 9 Carreras impulsadas. Durante la temporada de 2007, jugó principalmente la primera base (a diferencia de la segunda base) ya que jugó 21 partidos en la primera base, 2 juegos en la segunda base y 1 juego en la tercera base (combinado con Tampa Bay y Cincinnati). Los Rojos lo liberaron durante el receso de temporada el 5 de diciembre de ese año.

### Florida Marlins
El 4 de enero de 2008, los Marlins de la Florida firmaron a Cantú a un contrato de ligas menores con una invitación a los entrenamientos de primavera. El 22 de marzo, José Castillo fue reclamado de waivers por los Gigantes de San Francisco, abriendo la puerta a un posible puesto en el roster para Cantú. A Cantú lo asignaron en el roster activo el 27 de marzo Cantú impresionó a los Marlins tanto durante los entrenamientos de primavera que fue nombrado el tercera base del equipo. Pasó la temporada bateando tercero en la alineación de los Marlins. El 12 de septiembre, Cantú conectó su jonrón 25 de la temporada de unirse a Hanley Ramírez, Dan Uggla y Mike Jacobs como el primer grupo de jugadores de cuadro en el mismo equipo que tiene 25 o más jonrones. Cantú terminó el año con un récord personal de 29 Homeruns, 95 Carreras impulsadas y un promedio de bateo de .277.
En el final de la temporada Cantú firmó un contrato de un 1 año con USD $4.500.000, evitando el arbitraje. Después de los entrenamientos de primavera de 2009, los Marlins anunciaron que cambiarían Cantú a la primera base después de que Gaby Sánchez luchó en la primavera, y Emilio Bonifacio jugarían la tercera base.
La muñeca izquierda de Cantú se lesionó durante el tercer partido de la temporada de 2009 y se vio obligado a perderse cinco partidos. Jugó bien después de regresar a la alineación a pesar de dolor persistente. El 4 de mayo, fue nombrado Jugador de la Semana en la Liga Nacional.
Cantú comenzó la temporada de 2010 con una racha de 21 juegos conectando de Hit. El 23 de junio de 2010, Cantú conectó su 100mo jonrón de su carrera.

### Rangers de Texas
El 29 de julio de 2010, Cantú fue cambiado a los Rangers de Texas (con USD $600.000 en efectivo) por Evan Reed y Omar Poveda.
A pesar de que era un buen bateador de jonrones y carreras impulsadas, cuando estaba con Florida, Cantú no bateó un solo jonrón o carreras impulsadas en sus primeras 83 apariciones para los Rangers. Sin embargo, el 25 de septiembre, obtuvo su primera Carrera Impulsada, y más tarde su primer Home run, este último dando a su equipo una ventaja de 4-3, que resultó ser el marcador final, consiguiendo los Rangers su primer título divisional desde 1999.
Este año jugó la Serie Mundial con los Rangers.

### Padres de San Diego
Cantú firmó un contrato de un año con los Padres de San Diego, el 26 de enero de 2011. Él fue designado para asignación el 15 de junio y puesto en libertad el 21 de junio.

### Colorado Rockies
El 30 de julio de 2011, Jorge Cantú fue firmado por los Rockies de Colorado a un contrato de ligas menores. Él jugó en 30 partidos con los Colorado Springs Sky Sox, pero nunca fue llamado a las Grandes Ligas.

### Los Angeles Angels de Anaheim
El 6 de enero de 2012, Cantù firmó un contrato de ligas menores con los Angelinos de Los Angeles de Anaheim. [12] Él jugó en 24 partidos con los Salt Lake Bees. Fue puesto en libertad el 30 de abril de 2012.
Tigres de Quintana Roo	Editar
En marzo de 2013, Jorge firmó con los Tigres de Quintana Roo equipo mexicano. Debido a una lesión que se limitaba a lo largo de la temporada, pero todavía lideró al equipo con 31 en 83 partidos. Jugó la primera base y bateador designado, llevando al equipo a un campeonato.
En 2014 jugó en Corea con los Bears.
Para la temporada 2015, Cantú volvió a jugar en México, y lideró el equipo Tigres de Quintana Roo a otra carrera hacia el título. Durante la temporada ganó un título Home Run Derby y fue un All-Star. Este año se produjo un ligero descenso en jonrones, bateando apenas 25 para el año, pero terminando con la de 100 carreras impulsadas en la temporada regular con 75 carreras en 106 partidos jugados.

### Toros de Tijuana
El 21 de junio de 2016, fue presentado como refuerzo para los Toros de Tijuana.
El Baseball Liga Mexicana es una filial del sistema de ligas menores de béisbol y se considera una categoría Triple A.

## Palmarés
| Título                      | Club                             | País   | Año  |
| --------------------------- | -------------------------------- | ------ | ---- |
| Liga Mexicana de Béisbol    | Toros de Tijuana                 | México | 2017 |
| Liga Mexicana de Béisbol    | Tigres de Quintana Roo           | México | 2013 |
| Liga Mexicana de Béisbol    | Tigres de Quintana Roo           | México | 2015 |
| Retorno del Año             | Tigres de Quintana Roo           | México | 2015 |
| Home Run Derby en el Zócalo | Mexicanos/Tigres de Quintana Roo | México | 2015 |